# 7th Wisconsin Infantry
Le 7th Regiment Wisconsin Volunteer Infantry est un régiment d'infanterie qui sert dans l'armée de l'Union pendant la guerre de Sécession. Il passe la plupart de la guerre en tant qu'unité de la célèbre Iron Brigade de l'armée du Potomac.

## Service
Le 7th Wisconsin est levé à Madison, dans le Wisconsin, et entre au service fédéral le 2 septembre 1861. Il participe à de sévères combats en 1862 lors de la campagne de Virginie Septentrionale, combattant à Brawner's Farm pendant la première partie de la seconde bataille de Bull Run. Au cours de la campagne du Maryland, le 7th attaque Turner's Gap lors de la bataille de South Mountain, et subit alors des pertes considérables en combattant contre la brigade du Texas de Hood dans le champ de maïs de R. D. Miller à Antietam.
Le régiment prend part à la bataille de Chancellorsville (30 avril-6 mai 1863) au sein de la quatrième brigade de la première division du Ier corps de l'armée du Potomac(p454),.
Au cours de la première journée de la bataille de Gettysburg,  le 1er juillet 1863, le 7th Wisconsin repousse une partie de la brigade confédérée de James J. Archer hors de McPherson's Ridge, puis défend obstinément les hauteurs plus tard dans la journée avant de se retirer sur Seminary Ridge. Lorsque le I corps se retire à Cimetery Hill, la brigade de fer et le 7th Wisconsin sont envoyés à proximité de Culp's Hill, où ils se retranchent. Ils participent à relativement peu d'action pendant le reste de la bataille. Le régiment sert plus tard cette année lors des campagnes de Bristoe et de Mine Run.
En 1864, le 7th Wisconsin combat lors de la campagne de l'Overland et du siège de Petersburg.
Le régiment participe à la grande revue des armées le 23 mai 1865, puis est libéré à Louisville, dans le Kentucky, le 2 juillet 1865.

## Total des enrôlements et nombre des victimes

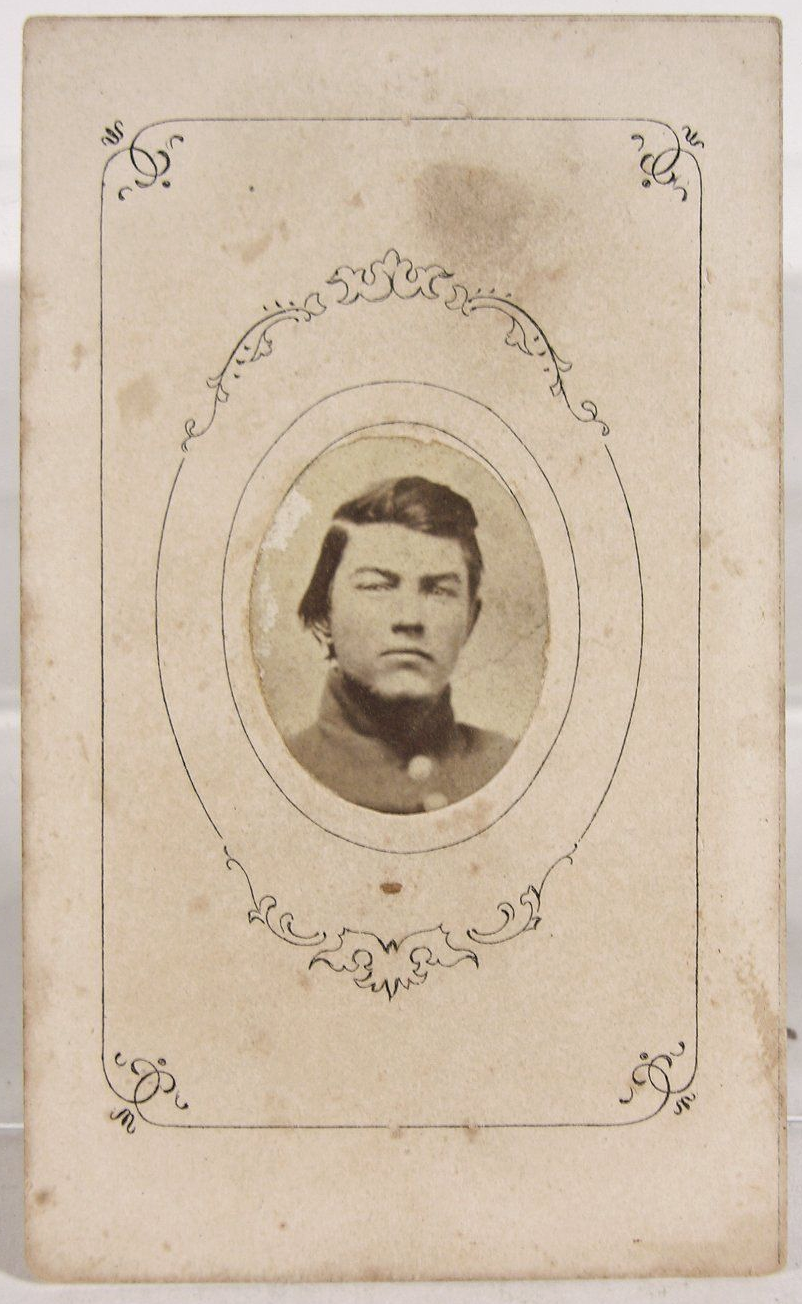
Soldat Julian C. Lewis de la compagnie B, 7th Regiment - tué au combat lors de la seconde bataille de Bull Run

Le 7th Wisconsin Infantry recrute d'abord 973 hommes et, plus tard, recrute 369 hommes supplémentaires, pour un total de 1 342 hommes. Les pertes du régiment s'élèvent à 10 officiers et 271 soldats tués au combat ou qui décèdent plus tard de leurs blessures, plus 143 autres soldats qui meurent de maladie, pour un total de 424 décès.

## Colonels
- Colonel Joseph Van Dor
- Colonel William W. Robinson

### William W. Robinson
Le colonel W. W. Robinson de Chippewa Falls, Wisconsin, membre de la G.A.R. poste no 68, est né à Fair Haven, dans le Vermont, le 14 décembre 1819. John Robinson, qui accompagne les pèlerins anglais en Hollande et, de là, vers l'Amérique, est son premier ancêtre aux États-Unis et dans la ligne maternelle, il descend d'une famille française huguenote. Son père et sa mère, John W. et Rebecca (Merritt) Robinson, sont natifs du Connecticut et ont deux fils, le seul frère du colonel Robinson étant Andrew N. Le père est lieutenant lors de la guerre de 1812 et a combattu à Sackets Harbor, Plattsburgh et Stone Mill, étant gravement blessé lors du dernier combat. Il se retire au Wisconsin et meurt dans le comté de Rock alors que la guerre de Sécession est en cours, sa femme décédant quelques semaines plus tard.
Le fils reçoit soigneusement une éducation dans les collèges de Rutland et Castleton dans le Vermont et il est envoyé ensuite à l'académie militaire de Norwich dans cet état, sur les rives de la rivière Connecticut, où il a pour camarade de classe, d'autres officiers qui se distinguent pendant leur service volontaire et lors de la guerre américano-mexicaine. Le colonel Robinson enseigne à l'école dans son état natal et à l'académie de Jefferson, dans le New Jersey, et en 1840, il part pour Cleveland, Ohio, et enseigne pendant deux ans. Il prospecte dans l'ouest et visite le Wisconsin, mais il revient à Cleveland et ensuite s'enrôle pour la guerre américano-mexicaine, et il est lieutenant dans la compagnie G, 3rd Ohio Infantry sous les ordres du colonel Curtiss de Pea Ridge renommé pendant la guerre de Sécession. Il est promu capitaine pour ses services éminents au Mexique, et après avoir poursuivi la guerre, principalement occupé par des escarmouches de cavalerie près de la rivière San Juan, il retourne en Ohio.
En 1852, il part en Californie à travers les plaines, opérant dans l'acquisition de mine et l'orpaillage et en créant les parts de la Minnesota Water Co., parmi l'exploitation des placers.
Il part au Minnesota et s'investit beaucoup dans l'agriculture et prend un rôle de premier plan dans le développement de la localité où il s'installe, fondant Wilton, le siège du comté de Waseca. En 1858, il va dans le Wisconsin à Sparte. Pendant qu'il réside au Minnesota, il est fait colonel de la milice de l'État et effectue beaucoup de service dans le perfectionnement de l'organisation de la manœuvre.
Lorsque la course pour remplir les quotas requis du Wisconsin est lancée, le gouverneur le nomme lieutenant-colonel du 7th Wisconsin et il part au front en septembre 1861, rejoignant la « brigade du Wisconsin » de Rufus King. Il effectue son service avec son commandement, fait une vaine marche au printemps de 1862 sous les ordres de McClellan vers Manassas, part pour la première campagne de la Rappahannock, prend part à de petits événements à Thornburg près de Fredericksburg. Il est dans le mouvement vers Frederic's Hall Station et va à Cedar Mountain à temps pour retraiter avec Pope et pour participer à l'escarmouche à Beverly Ford. Il participe au mouvement vers Warrenton après l'escarmouche à Sulphur Springs, et combat lors de la première action formidable dans laquelle les troupes du Wisconsin sont engagées à Gainesville, le 28 août. Quatre régiments, la « brigade de fer », tiennent le terrain contre 33 régiments de rebelles. Le lieutenant colonel est promu colonel du 7th Wisconsin à l'automne de 1861, et dans cette action, son cheval est abattu sous lui et il reçoit une balle dans sa jambe. Il est envoyé à Washington et chez lui, rejoignant son commandement quelques jours avant les combats à Fredericksburg, en décembre 1862. Pendant l'action, son régiment est à l'extrême gauche, et après, le commandement recule vers Belle Plaine et prend ses quartiers d'hiver. En janvier, le colonel Robinson aide à sortir Burnside de la boue.
Dans le I corps sous les ordres de Wadsworth, le colonel Robinson combat à Fitzhugh's Crossing, le 29 avril, le passage étant vivement contesté par les rebelles, et il reçoit l'ordre de traverser avec son régiment sur les pontons, ce qui est fait. Ils reçoivent l'ordre de revenir en arrière, et l'escarmouche à travers le fleuve continue jusqu'à la bataille de Chancellorsville, et la brigade atteint le champ de bataille en tant que soutien, le dimanche matin, le 3 mai. Le régiment prend son ancienne position par la suite au-dessous de Fredericksburg et y reste jusqu'à ce que le général Wadsworth ordonne au général Reynolds de détacher le colonel Robinson avec un commandement de troupes (qui est composé de son propre régiment, de deux compagnies du 2nd Wisconsin et du 56th Pennsylvania Infantry) auprès du général Russell. En conséquence, il traverse la Rappahannock avec son commandement à Kelly's Ford, trouve le général Russell à Brandy Station et soutient une force de cavalerie dans une reconnaissance en force vers Culpeper Court House, le 9 juin.
À la fin de juin, l'armée du Potomac marche vers le nord dans le Maryland, essayant de rester entre l'armée de Virginie du Nord, dirigé par Lee, et Washington D.C. Le 7th Wisconsin marche sur 260 kilomètres (160 miles) avec le I corps de l'armée du Potomac à proximité de Gettysburg.
Le 30 juin, la brigade bivouaque entre Emmitsburg et Gettysburg, et quand les tirs commencent le matin du 1er juillet, elle reçoit l'ordre de partir par une marche rapide sur le champ de bataille. Ils marchent 25 minutes et s'arrêtent pendant 5 minutes, jusqu'à ce qu'ils arrivent près de Gettysburg. La brigade de fer est la première unité d'infanterie de l'Union sur le champ. Ils ferment la route, et passent au pas de course la crête de McPherson et dans les bois d'Herbst, où ils courent contre les troupes confédérées de la brigade d'Archer qui progressent. Ils échangent des salves à bout portant jusqu'à ce que le flanc droit confédérés du flanc droit soit enfoncé et qu'ils reculent. Les troupes de la brigade de fer leur donnent la chasse et capturent plus de 200 prisonniers, y compris Archer.
Plus tard, un ordre est reçu par le colonel Robinson pour se retirer vers la ville, lequel mouvement est exécuté par l'alternance de bataillons sous le feu, jusqu'à ce qu'il atteigne Seminary Ridge. Là, un arrêt est fait, et le lieutenant colonel Callis est grièvement blessé. Juste avant le coucher du soleil, des ordres sont reçus par le colonel Robinson de reculer vers Cemetery Hill, et la brigade recule, passant par la ville. La brigade a perdu la moitié de ses hommes tués, blessés et disparus.
Le 2 juillet, le colonel Robinson, avec son commandement, occupe une position sur Cemetery Hill et la tient pendant les deux jours de combat, de temps en temps se déplaçant pour soutenir les points faibles.
Lee retraite au cours de la nuit du 3 juillet, et la brigade reste sur le terrain le 4. Le matin du 5, le commandement commence à marcher sur la même route par laquelle qu'il était venu, restant à l'est de Blue Ridge, l'ennemi étant à l'ouest jusqu'à ce que le col à South Mountain menant à Hagerstown soit atteint. En dernier lieu, l'arrière des rebelles est rattrapé et une action semble imminente, mais n'a pas lieu alors que les forces de Lee se retirent avant le début de l'attaque de l'Union.
La brigade de fer s'est distinguée[pas clair] lors de cette bataille. Le général Meredith, la commandant, est blessé, et la brigade continue sous le commandement du colonel Robinson du 7th Wisconsin. Il mène sa destinée pendant le reste de la guerre et est à la tête de la brigade en lien avec le commandement, à l'exception d'une courte période, pendant qu'il est en permission chez lui jusqu'au deuxième jour de la bataille de la Wilderness où il est de nouveau placé à son commandement.
Le colonel Robinson bouge avec sa brigade de Warrenton et, de là, vers la Rappahannock, et reste dans divers camps à ou près de Rappahannock Station jusqu'au mouvement à Mine Run et où le 7th est au combat à Buckland Mills. Le 26 novembre, le colonel Robinson est au combat avec son commandement à Mine Run. À Kelly's Ford, le « veteranizing » a eu lieu et le colonel Robinson part dans le Wisconsin avec son régiment en congé, de retour à Culpeper Court House. Au printemps, la brigade part pour la campagne de la Wilderness, le I corps et le V Corps étant unifié sous le commandement de Warren.
Le commandement traverse le Rapidan, bivouaquant aux « usines de quartz » et, en entendant les tirs le lendemain matin, avance jusqu'au parapets rebelles avec l'ennemi sur la gauche et la droite, les troupes de l'Union sont repoussées avec de lourdes pertes. Ils se reposent avec leurs armes pendant la nuit sans lumière ou nourriture. Le matin du 6, les tirs reprennent, les rebelles étant repoussés sur leurs batteries en une ligne, traversant la Plank Road, la droite reculant et laissant le 7th seul devant. Le colonel Robinson donne l'ordre à ses hommes de se coucher, ce qu'ils font, mais par la suite reculent. Il rencontre le général Wadsworth et ils ont une conversation, qui est le dernier entretien du courageux commandant en chef avec un homme avant d'être abattu. Cette nuit-là, le colonel Robinson reprend le commandement de la brigade. Le 8, la bataille de Laurel Hill est livrée. Le 12, la brigade est de nouveau au combat à Spotsylvania. Les combats sont incessants pendant de nombreux jours, et tout le monde est épuisé, et pendant une marche vers une autre position sur la route de Bowling Green, on pense qu'ils pourront prendre du repos, mais peu de temps après un ordre parvient au colonel Robinson pour prendre une position avec la brigade à d'un point à devant l'armée pour tenir un pont.
De là, le commandement part pour la rivière North Anna, où il a un combat vigoureux. Il part ensuite pour le gué de la Pamunkey, balaie les parapets sur les collines et reste presque constamment en mouvement à un certain point ; allant à Cold Harbor et la Chickahominy, étant parti le 1er juin à Bethesda Church. Le 7th part pour la James River et à Petersburg, érigeant des parapets et se préparant à participer aux travaux dans les tranchées. Pendant plus de 30 jours, le colonel Robinson n'est pas en mesure de retirer son épée ou ses vêtements et, tourmenté par de légères blessures et usé, il démissionne.
Il part pour Sparte, dans le Wisconsin, et se met à agriculture jusqu'en 1873, quand il déménage à Chippewa Falls, où son gendre réside. En 1875, il est nommé consul des États-Unis à Madagascar et reste à cette fonction 12 ans. Il est libéré de sa charge avec honneur[pas clair] et est devenu un favori à la cour et avec les gens.
Lorsque les ambassadeurs malgaches sont sur le point de visiter les États-Unis et l'Europe, en 1882, la reine fait une demande spéciale au président pour que le colonel Robinson soit autorisé à les accompagner ce qu'il fait et reçoit partout l'attention la plus distinguée. Il retourne aux États-Unis en décembre 1886, et, n'aimant pas l'idée d'une vie d'inactivité, il se lance dans le commerce du charbon, associé à son fils sous l'enseigne H. F. Robinson & Co., rachetant la part du partenaire de son fils.
Le colonel Robinson s'est marié en 1843 à Cleveland, dans l'Ohio, avec Sarah Jane, la fille de Daniel et Sarah Jane (Bowen) Fisk. Leur premier-né, Edward L. décède à l'âge de huit ans ; Leonora épouse le général Hollon Richardson. Deux enfants, nommés Herbert Fisk et Inez sont nés du colonel Robinson et la plus jeune fille meurt en 1864. Le second dans l'ordre de naissance, William W., est envoyé à West Point quand il obtient son diplôme et il est en 1890, lieutenant dans le 7th U.S. Cavalry à Fort Reilly. Au cours de son service distingué, on offre au colonel Robinson l'alternative d'une commission de brigadier général ou d'une scolarité pour son fils à West Point, et il n'hésite pas à choisir à l'avantage de son fils, la nomination étant faite en 1863. Sa parfaite éducation militaire a toujours gardé l’intérêt du colonel Robinson pour les organisations militaires et il est toujours actif dans l'entraînement d'organisations locales. Les compagnies dont il a supervisé l'instruction ont prouvé la valeur de ses enseignements en remportant des prix à de nombreuses occasions. Il est un modèle de vie de soldat qui se porte en conformité avec les principes inculqués par sa formation et ses expériences. Andrew N. Robinson, son frère, est quartier maître du 7th Wisconsin ; il est blessé au cours de la première année de la guerre et est libéré pour invalidité, et a vécu dans le Tennessee.
Le colonel Robinson passe la fin de sa vie entouré de ses enfants et petits-enfants. « Il est au bord de la part d'années d'une homme et peut regarder en arrière sa carrière, dévoué à son pays, avec la satisfaction qu'il mérite comme un vrai fils de la République, un patriote par extraction et de fait, et un citoyen qui se réjouit de l'honneur. Les plus hauts termes des louanges ne peuvent pas être entendus en écho à son magnifique service pour son drapeau dont les étoiles qu'il a aidé à polir de nouveau au milieu des nuages d'une guerre fratricide ».